# Тирни, Лоуренс
Лоуренс Тирни (англ. Lawrence Tierney; 15 марта 1919 — 26 февраля 2002) — американский актёр, получивший наибольшую популярность благодаря таким картинам как «Диллинджер» и «Бешеные псы».

## Биография
Лоуренс Тирни родился 15 марта 1919 года в Бруклине, Нью-Йорк. Его отец был полицейским, поэтому мальчик, глядя на отца, всегда старался бороться за справедливость и защищать слабых. Лоуренс окончил спортивный колледж Манхэттена, после чего много путешествовал по стране и менял места работы и профессии.
В 1943 году он устроился работать в Американо-Ирландский театр. Его первыми работами в большом кино стали фильмы «Корабль-призрак» и «Сокол запада». К Лоуренсу Тирни пришла популярность после выхода фильма «Диллинджер», где он сыграл одну из ведущих ролей. Актёра стали узнавать на улицах, а режиссёры стали предлагать ему заманчивые роли. Следующими актёрскими работами стали роли в таких фильмах как «Сан-Квентин» (1946), «Дьявол едет автостопом» (1947), «Рожденный убивать» (1947) и «Вымогательство» (1950). В 1952 году он сыграл одну из главных ролей в оскароносном фильме «Величайшее шоу мира».
Несмотря на свою правильную юность и строгое воспитание отца в более зрелые годы у Лоуренса Тирни появились проблемы со стражами порядка. Актёр довольно часто водил машину в нетрезвом виде и всячески нарушал правила дорожного движения. Из-за этих проблем у актёра начались неприятности. В 1960-х и 1970-х годах Тирни мало снимался в крупных фильмах. В этот период он жил в Нью-Йорке, и большую часть своего времени посвящал коммерческому строительству.
В 1983 году Лоуренс Тирни вернулся в Голливуд. Он принимал участие в таких телешоу как «Ремингтон Стил», «Слава», «Сайнфелд», «Звёздный путь: Следующее поколение», «Звёздный путь: Глубокий космос 9», «Симпсоны» и других. В 1987 году он получил крупную роль в фильме «Крутые ребята не танцуют». Одними из последних работ актёра в кино стали фильмы: «Армагеддон», «Два дня в долине», и «Бешеные псы».
Лоуренс Тирни скончался 26 февраля 2002 года.

## Избранная фильмография
| Год       |    | Русское название                   | Оригинальное название                          | Роль                     |
| --------- | -- | ---------------------------------- | ---------------------------------------------- | ------------------------ |
| 1943      | ф  | Корабль-призрак                    | The Ghost Ship                                 | Луи Паркер               |
| 1945      | ф  | Диллинджер                         | Dillinger                                      | Джон Диллинджер          |
| 1945      | ф  | Возвращение на Батаан              | Back to Bataan                                 | лейтенант-коммандер Уэйт |
| 1947      | ф  | Дьявол едет автостопом             | The Devil Thumbs a Ride                        | Стив Морган              |
| 1947      | ф  | Рождённый убивать                  | Born to Kill                                   | Сэм Уайлд                |
| 1948      | ф  | Телохранитель                      | Bodyguard                                      | Майк Картер              |
| 1950      | ф  | Вымогательство                     | Shakedown                                      | Гарри Колтон             |
| 1951      | ф  | Хулиган                            | The Hoodlum                                    | Винсент Любек            |
| 1952      | ф  | Величайшее шоу мира                | The Greatest Show on Earth                     | мистер Хендерсон         |
| 1963      | ф  | Ребёнок ждёт                       | A Child Is Waiting                             | Дуглас Бенем             |
| 1963      | с  | Альфред Хичкок представляет        | The Alfred Hitchcock Hour                      | Херби Лейн               |
| 1980      | ф  | Глория                             | Gloria                                         | бармен с Бродвея         |
| 1981      | ф  | Незнакомец                         | The Prowler                                    | майор Четем              |
| 1981      | ф  | Артур                              | Arthur                                         | человек в кофейне        |
| 1984      | с  | Слава                              | Fame                                           | мистер Берг              |
| 1985      | ф  | Честь семьи Прицци                 | Prizzi’s Honor                                 | лейтенант Хенли          |
| 1985      | ф  | Серебряная пуля                    | Silver Bullet                                  | Оуэн Нопфлер             |
| 1985      | с  | Ремингтон Стил                     | Remington Steele                               | Эл Молински              |
| 1985—1987 | с  | Блюз Хилл-стрит                    | Hill Street Blues                              | сержант Дженкинс         |
| 1987      | ф  | Крутые ребята не танцуют           | Tough Guys Don’t Dance                         | Даги Мэдден              |
| 1988      | с  | Звёздный путь: Следующее поколение | Star Trek: The Next Generation                 | Сайрус Редблок           |
| 1988      | ф  | Голый пистолет                     | The Naked Gun: From the Files of Police Squad! | менеджер ангелов         |
| 1989      | ф  | Дом 3: Шоу ужасов                  | The Horror Show                                | Уорден                   |
| 1990      | ф  | Почему я?                          | Why Me?                                        | грабитель-армянин        |
| 1991      | тф | Диллинджер                         | Dillinger                                      | шериф Сарбер             |
| 1991      | с  | Сайнфелд                           | Seinfeld                                       | Олтон Бинс               |
| 1992      | ф  | Бешеные псы                        | Reservoir Dogs                                 | Джо Кэбот                |
| 1992      | ф  | Эдди Пресли                        | Eddie Presley                                  | Джо Уэст                 |
| 1993      | с  | Закон Лос-Анджелеса                | L.A. Law                                       | Питер Манзо              |
| 1994      | ф  | Джуниор                            | Junior                                         | переезжающий             |
| 1995      | мс | Симпсоны                           | The Simpsons                                   | Дон Бродка               |
| 1996      | ф  | Два дня в долине                   | 2 Days in the Valley                           | старик                   |
| 1996      | с  | Скорая помощь                      | ER                                             | Джек Джонсон             |
| 1997      | с  | Звёздный путь: Глубокий космос 9   | Star Trek: Deep Space Nine                     | регент                   |
| 1998      | ф  | Армагеддон                         | Armageddon                                     | Эдди Стемпер             |